# Frank Nazar
Frank Nazar III, född 14 januari 2004, är en amerikansk professionell ishockeyforward som spelar för Chicago Blackhawks i National Hockey League (NHL).
Han har tidigare spelat för Michigan Wolverines i National Collegiate Athletic Association (NCAA) och Team USA i United States Hockey League (USHL).
Nazar draftades av Chicago Blackhawks i första rundan i 2022 års draft som 13:e spelare totalt.

## Statistik
| Källa: Utv = Utvisningsminuter Uppdaterad: 2024-04-15 | Källa: Utv = Utvisningsminuter Uppdaterad: 2024-04-15 | Källa: Utv = Utvisningsminuter Uppdaterad: 2024-04-15 |                           | Grundserie                | Grundserie                | Grundserie                | Grundserie                | Grundserie                |                           | Slutspel                  | Slutspel                  | Slutspel                  | Slutspel                  | Slutspel                  |                           |
| Säsong                                                | Lag                                                   | Liga                                                  | Matcher                   | Mål                       | Assists                   | Poäng                     | Utv                       | Matcher                   | Mål                       | Assists                   | Poäng                     | Utv                       |                           |                           |                           |
| ----------------------------------------------------- | ----------------------------------------------------- | ----------------------------------------------------- | ------------------------- | ------------------------- | ------------------------- | ------------------------- | ------------------------- | ------------------------- | ------------------------- | ------------------------- | ------------------------- | ------------------------- | ------------------------- | ------------------------- | ------------------------- |
| 2017–2018                                             | Honeybaked Hockey Club U13                            | HPHL                                                  | 17                        | 4                         | 7                         | 11                        | 0                         | —                         | —                         | —                         | —                         | —                         |                           |                           |                           |
| 2018–2019                                             | Little Caesars AAA Hockey U14                         |                                                       | Statistik ej tillgänglig. | Statistik ej tillgänglig. | Statistik ej tillgänglig. | Statistik ej tillgänglig. | Statistik ej tillgänglig. | Statistik ej tillgänglig. | Statistik ej tillgänglig. | Statistik ej tillgänglig. | Statistik ej tillgänglig. | Statistik ej tillgänglig. | Statistik ej tillgänglig. | Statistik ej tillgänglig. | Statistik ej tillgänglig. |
| 2019–2020                                             | Honeybaked Hockey Club U15                            | HPHL                                                  | 10                        | 12                        | 12                        | 24                        | 22                        | —                         | —                         | —                         | —                         | —                         |                           |                           |                           |
|                                                       | Honeybaked Hockey Club U15                            |                                                       | 55                        | 49                        | 78                        | 127                       | —                         | —                         | —                         | —                         | —                         | —                         |                           |                           |                           |
| 2020–2021                                             | Team USA                                              | USHL                                                  | 31                        | 20                        | 16                        | 36                        | 16                        | —                         | —                         | —                         | —                         | —                         |                           |                           |                           |
|                                                       | U.S. National U17 Team                                |                                                       | 45                        | 28                        | 27                        | 55                        | 20                        | —                         | —                         | —                         | —                         | —                         |                           |                           |                           |
|                                                       | U.S. National U18 Team                                |                                                       | 2                         | 2                         | 1                         | 3                         | 0                         | —                         | —                         | —                         | —                         | —                         |                           |                           |                           |
| 2021–2022                                             | Team USA                                              | USHL                                                  | 24                        | 15                        | 20                        | 35                        | 8                         | —                         | —                         | —                         | —                         | —                         |                           |                           |                           |
|                                                       | U.S. National U18 Team                                |                                                       | 56                        | 28                        | 42                        | 70                        | 20                        | —                         | —                         | —                         | —                         | —                         |                           |                           |                           |
| 2022–2023                                             | Michigan Wolverines                                   | NCAA                                                  | 13                        | 2                         | 5                         | 7                         | 0                         | —                         | —                         | —                         | —                         | —                         |                           |                           |                           |
| 2023–2024                                             | Chicago Blackhawks                                    | NHL                                                   | 1                         | 1                         | 0                         | 1                         | 0                         | —                         | —                         | —                         | —                         | —                         |                           |                           |                           |
|                                                       | Michigan Wolverines                                   | NCAA                                                  | 41                        | 17                        | 24                        | 41                        | 18                        | —                         | —                         | —                         | —                         | —                         |                           |                           |                           |
| NHL totalt                                            | NHL totalt                                            | NHL totalt                                            | 1                         | 1                         | 0                         | 1                         | 0                         | —                         | —                         | —                         | —                         | —                         |                           |                           |                           |
| NCAA totalt                                           | NCAA totalt                                           | NCAA totalt                                           | 54                        | 19                        | 29                        | 48                        | 18                        | —                         | —                         | —                         | —                         | —                         |                           |                           |                           |
| USHL totalt                                           | USHL totalt                                           | USHL totalt                                           | 55                        | 35                        | 36                        | 71                        | 24                        | —                         | —                         | —                         | —                         | —                         |                           |                           |                           |

### Internationellt
| Källa: Uppdaterad: 2024-04-15 | Källa: Uppdaterad: 2024-04-15 | Källa: Uppdaterad: 2024-04-15 |         | Utv = Utvisningsminuter | Utv = Utvisningsminuter | Utv = Utvisningsminuter | Utv = Utvisningsminuter | Utv = Utvisningsminuter |
| År                            | Lag                           | Mästerskap                    | Matcher | Mål                     | Assists                 | Poäng                   | Utv                     |                         |
| ----------------------------- | ----------------------------- | ----------------------------- | ------- | ----------------------- | ----------------------- | ----------------------- | ----------------------- | ----------------------- |
| 2020                          | USA                           | Ungdoms-OS                    | 4       | 3                       | 2                       | 5                       | 8                       |                         |
| 2022                          | USA                           | U18-VM                        | 6       | 3                       | 6                       | 9                       | 4                       |                         |
| 2024                          | USA                           | JVM                           | 7       | 0                       | 8                       | 8                       | 2                       |                         |
| Junior totalt                 | Junior totalt                 | Junior totalt                 | 17      | 6                       | 16                      | 22                      | 14                      |                         |